# Distretto di San Andrés de Tupicocha
Il distretto di San Andrés de Tupicocha è uno dei trentadue distretti della provincia di Huarochirí, in Perù. Si trova nella regione di Lima e si estende su una superficie di 83,35 chilometri quadrati.
Istituito il 31 dicembre 1943, ha per capitale la città di San Andrés de Tupicocha.